# Cómpeta
Cómpeta er en by og kommune i det sydlige Spanien i provinsen Málaga. Den har et indbyggertal på 3.735 (2024) indbyggere.
Den er en del af amtet La Axarquía, som ligger på sydskråningerne af Sierra de Almijara. Byen ligger i 638 m højde, 8,5 km fra Sayalonga og 27,8 km fra Vélez-Málaga, dvs. knap 62 km fra hovedbyen Malaga.
Cómpeta er af romersk oprindelse. Dens navn kommer af latin Compita-Orum (= "vejkryds"), og den var midtpunkt i højtideligheder og ofringer, men også et sted, hvor man kunne købe og sælge varer. Det er, hvad man antager, for der findes ikke samtidige kilder om byen. Den første, skriftlige kilde er fra 1487, hvor byen støttede de katolske monarker mod maurerne.
Landsbyen er kendetegnet ved dyrkning af vin, oliven og figner, som findes overalt i området. Desuden er den et velegnet sted for dyrkning af morbærtræer, der er føde for silkeorme, men dette træ findes næsten ikke længere på egnen. Byen er blevet hjemsted for en stor koloni af fastboende udlændinge (ca. 1/3 af byens befolkning), først og fremmest englændere, men også tyskere, nederlændere og danskere.